# Duxit
Duxit ist ein meist schwarzbraunes fossiles Harz aus miozänen Braunkohlelagen im nördlichen Böhmen.

## Vorkommen
Das Harz wird erstmals 1874 schriftlich erwähnt. Benannt ist es nach der tschechischen Kleinstadt Duchcow (deutsch: Dux) in Nordböhmen, wo es im Braunkohleabbau Emeran gefunden wurde.
Unweit von Duchcow wird Duxit seit den 1980er Jahren in einem Braunkohletagebau bei Bílina gefunden. Im unteren Abschnitt der hier abgebauten Braunkohle treten inkohlte Baumreste mit Duxit auf. Zumeist handelt es sich dabei um Sumpfzypressen (Taxodium).

## Eigenschaften
Die im Auftrag von C. Doelter 1874 untersuchte Probe ergab folgende Zusammensetzung (lufttrockene Substanz): 78,25 % Kohlenstoff, 8,14 % Wasserstoff, 13,19 % Sauerstoff und 0,42 % Schwefel. Das spezifische Gewicht wurde mit 1,133 ermittelt. Die Probe war in Alkohol kaum löslich, in Benzol „... dagegen ziemlich leicht; ebenso in Schwefelkohlenstoff“. Doelter stellte eine gewisse Ähnlichkeit der analysierten Harzprobe zu Walchowit fest, gab dem Harz aber wegen des gegenüber Walchowit deutlich höheren Sauerstoffgehaltes und aufgrund einiger abweichender physikalischer Eigenschaften einen eigenen Namen. Seine Einordnung des Materials als ein zu den Retiniten gehörendes fossiles Harz wurde später in verschiedenen Analysen bestätigt. Schon Mitte des 20. Jahrhunderts kam allerdings der Vorschlag auf, Duxit zu den „Harzigen Bitumen“ zu stellen. Moderne Untersuchungsmethoden, wie z. B. die Infrarotspektroskopie, mit denen Material aus dem Braunkohletagebau bei Bílina analysiert wurde, unterstützen diese Klassifizierung. Demnach ist Duxit kein reines Harz, sondern ein Gemisch aus gesättigten Kohlenwasserstoffen sowie pflanzlichen Harzen und Wachsen. Nach Vávra handelt es sich nicht um ein bernsteinähnliches Material. Duxit wird von manchen Autoren weiterhin zu den akzessorischen fossilen Harzen gestellt.
Aufgrund seiner physikalischen und chemischen Eigenschaften eignet sich Duxit nicht für die Schmuckproduktion.